# Lilla Krökingen
Lilla Krökingen är en sjö i Alingsås kommun i Västergötland och ingår i Göta älvs huvudavrinningsområde. Sjön är 13,6 meter djup, har en yta på 0,0587 kvadratkilometer och är belägen 140,6 meter över havet.

## Delavrinningsområde
Lilla Krökingen ingår i det delavrinningsområde (644015-130610) som SMHI kallar för Utloppet av Anten. Medelhöjden är 113 meter över havet och ytan är 116,88 kvadratkilometer. Räknas de 5 avrinningsområdena uppströms in blir den ackumulerade arean 216,7 kvadratkilometer. Mellbyån som avvattnar avrinningsområdet har biflödesordning 3, vilket innebär att vattnet flödar genom totalt 3 vattendrag innan det når havet efter 62 kilometer. Avrinningsområdet består mestadels av skog (57 procent) och jordbruk (13 procent). Avrinningsområdet har 19,86 kvadratkilometer vattenytor vilket ger det en sjöprocent på 17 procent. Bebyggelsen i området täcker en yta av 0,61 kvadratkilometer eller 1 procent av avrinningsområdet.